# نادي ستاد أبيدجان
نادي ستاد ابيدجان نادي كرة قدم عاجي يلعب في دوري الدرجة الممتازة.